# Navy Yard City
Navy Yard City és una concentració de població designada pel cens dels Estats Units a l'estat de Washington. Segons el cens del 2000 tenia 2.638 habitants.

## Demografia
Segons el cens del 2000, Navy Yard City tenia 2.638 habitants, 1.151 habitatges, i 645 famílies. La densitat de població era de 1.697,6 habitants per km².
Dels 1.151 habitatges en un 27,5% hi vivien nens de menys de 18 anys, en un 39,8% hi vivien parelles casades, en un 12,6% dones solteres, i en un 43,9% no eren unitats familiars. En el 31,6% dels habitatges hi vivien persones soles el 8,4% de les quals corresponia a persones de 65 anys o més que vivien soles. El nombre mitjà de persones vivint en cada habitatge era de 2,29 i el nombre mitjà de persones que vivien en cada família era de 2,87.
Per edats la població es repartia de la següent manera: un 23,3% tenia menys de 18 anys, un 15,3% entre 18 i 24, un 33,4% entre 25 i 44, un 18,1% de 45 a 60 i un 10% 65 anys o més.
L'edat mediana era de 30 anys. Per cada 100 dones de 18 o més anys hi havia 101,4 homes.
La renda mediana per habitatge era de 36.285 $ i la renda mediana per família de 40.938 $. Els homes tenien una renda mediana de 30.801 $ mentre que les dones 21.875 $. La renda per capita de la població era de 18.532 $. Aproximadament el 8,8% de les famílies i el 12,6% de la població estaven per davall del llindar de pobresa.

## Poblacions més properes
El següent diagrama mostra les poblacions més properes.